# Bigamia

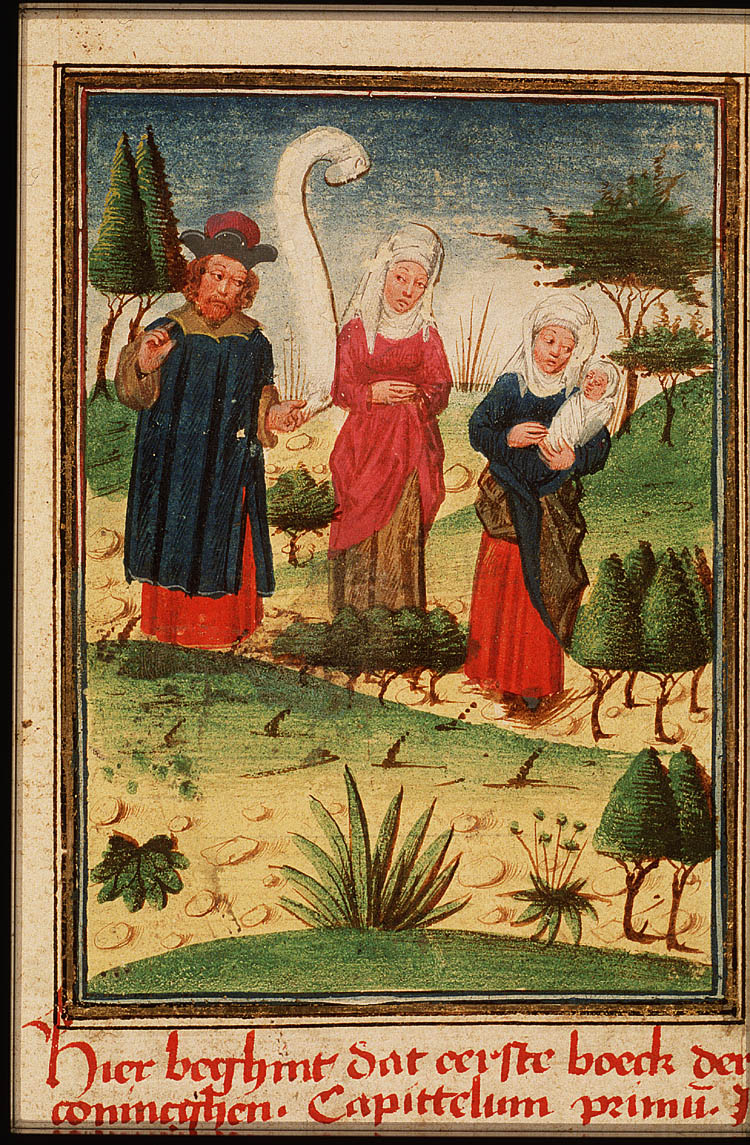
Miniatura medieval que muestra al personaje bíblico Elcaná junto a sus dos esposas Ana y Penina. La primera no podía engendrar pero era la más amada por Elcaná, mientras la segunda le dio varios hijos. Dios se compadeció y le concedió la fertilidad a Ana, quien dio a luz a Samuel, el último profeta del pueblo de Israel.

La bigamia es el acto y estado de una persona que contrae un segundo matrimonio estando ya casada. Es un vocablo formado a partir de las palabras de origen griego bis, que significa dos veces, y gamia, gamos, matrimonio, por lo que en su sentido etimológico equivale a matrimonio doble.
En el campo del derecho, y más específicamente en el del derecho canónico, se contrapone a monogamia considerada por el cristianismo como la verdadera y única forma del matrimonio. De acuerdo en gran medida con esta tradición cristiana, la bigamia es un delito en Europa y en América, y en otros países con herencias jurídicas, culturales y religiosas diversas. En los países que tienen leyes de bigamia, con algunas excepciones (como Egipto e Irán), el consentimiento de un cónyuge anterior no hace ninguna diferencia en la legalidad del segundo matrimonio, que generalmente se considera nulo.

## Derecho romano
En un principio en la Antigua Roma no existió una ley específica contra la bigamia, aunque con el tiempo se consideró adúltera a la mujer bígama por lo que se le aplicó la pena de muerte que correspondía al delito de adulterio y al varón bígamo reo de estupro. La primera ley sobre la bigamia fue obra del emperador Valeriano que declaró sujeto a la nota de infamia al que a un tiempo tuviese dos mujeres. La prohibición fue reiterada por Diocleciano y Maximiano quienes mandaron que los jueces no dejaran impune este delito. El Código de Justiniano recogió la prohibición de la bigamia, suscitándose la controversia de si esta debía castigarse con la misma pena que correspondía al adulterio o la que correspondía al estupro, o bien debía dejarse al arbitrio del juez según las circunstancias.

## Derecho canónico
En el canon 4, distinción 26, del Decreto de Graciano se dice:

[...]En el matrimonio es ley no reiterarlo ni procurar unirse a segunda consorte...
Arrazola (1853, p. 574)

El canon 5, distinción 34, del mismo decreto dice:

Al cristiano no le es lícito tener no ya muchas mujeres, pero ni aun dos, sino solo una como esposa, o en lugar de esta si falta la consorte una concubina.
Arrazola (1853, p. 574)

En el capítulo 2, título 21, libro 4 de las Decretales se recoge una del papa Lucio III de 1181:

Ninguno de aquí a delante se atreva a pasar a segundas nupcias mientras no le conste que su mujer ha muerto. Si alguno o alguna no ha cumplido hasta ahora con esta prescripción y cree que todavía debe dudar de la muerte de su primera mujer no niegue el débito al que o la que con ella o con él se casó si se lo pidiere; pero entienda que de ningún modo debe exigirlo. Si después de esto constase que vive su cónyuge, abandonando las uniones adulterinas debe volver a unirse a su primer consorte.
Arrazola (1853, p. 574)

En el capítulo 19, título 1, libro 4 de las Decretales se recoge otra del papa Clemente III de 1188:

Se nos consultó qué debería hacerse respecto de las mujeres que hubiesen esperado más de siete años a sus maridos ausentes por causa de peregrinación o cautividad, y no pueden certificar de la vida o muerte de los mismos aunque hayan practicado activas diligencias para ello, y a causa de su edad juvenil o de la fragilidad de la carne no pueden contenerse y piden unirse a otros en matrimonio. —Respondemos que cualquiera que sea el número de años que pertenezcan en tal estado, mientras vivan sus maridos no pueden pasar canónicamente a nuevo consorcio y no debe permitírseles contraer con autoridad de la Iglesia hasta que no reciban noticia cierta de la muerte de sus maridos.
Arrazola (1853, p. 574)

En el Concilio de Trento (siglo XVI) se acordó respecto del matrimonio:

Si alguno dijere que es lícito a los cristianos tener a un mismo tiempo muchas mujeres y que esto no está prohibido por ninguna ley divina, sea excomulgado.
Arrazola (1853, p. 574)

## Europa y Turquía
En todos los países de Europa (incluida Turquía), de América y de Oceanía, la única forma de matrimonio reconocida legalmente es la monógama. Este es el caso de los Estados Unidos, donde la criminalización de un estilo de vida polígamo se originó como leyes anti-mormón, aunque rara vez se aplican. La poligamia "de facto" es ilegal según la ley federal de los Estados Unidos, la Ley Edmunds. En la ley diplomática, los cónyuges consulares de países polígamos a veces están exentos de una prohibición general de la poligamia en los países de acogida. Sin embargo, en algunos de esos países, solo se puede acreditar a un cónyuge de un diplomático polígamo.

## Italia
Según el art. 556 del Código Penal italiano: El que, estando unido por matrimonio que produce efectos civiles, contrae otro matrimonio, aunque tenga efectos civiles, es castigado con la pena de prisión de uno a cinco años. La misma pena se aplicará al que, no estando casado, se case con persona ligada por matrimonio que produzca efectos civiles.
La pena se agrava si el culpable ha engañado a la persona con quien ha contraído matrimonio acerca de la libertad de su estado.
Si el matrimonio anteriormente contraído por el bígamo es declarado nulo, o el segundo matrimonio es anulado por causa distinta de la bigamia, el delito se extingue, incluso respecto de los que participaron en él, y, si ha habido condena, cesan su ejecución y sus efectos penales.
Los hijos nacidos de una relación matrimonial bígama siguen el destino del elemento psicológico de sus padres. En caso de buena fe, incluso unilateral, los hijos nacidos se consideran legítimos sólo en favor del cónyuge de buena fe, y serán considerados naturales respecto del cónyuge de mala fe.

## Alemania
En Alemania, la bigamia y la poligamia están prohibidas según el artículo 1306 del Código Civil alemán (BGB). Sin embargo, el segundo matrimonio se considera válido siempre que no haya sido anulado por sentencia del tribunal de familia (§§ 1313 y 1314 BGB).
Contraer matrimonio bígamo está penado como delito contra el estado civil según el artículo 172 del Código Penal alemán.
Desde el 26 de noviembre de 2015, la declaración de celebración de una unión civil registrada simultáneamente con un matrimonio u otra unión civil registrada también pasó a ser un delito penal (complemento del artículo 172 del Código Penal; debido a la introducción del matrimonio entre personas del mismo sexo el 1 de octubre de 2017, el cambio solo es relevante en la práctica si se celebra un matrimonio con una tercera persona simultáneamente con una unión civil existente).
Según el artículo 172 del Código Penal alemán, sólo pueden ser considerados penalmente responsables los cónyuges o parejas de hecho (por ejemplo, la asistencia del registrador puede considerarse como participación en el delito) que, como mínimo, acepten que el otro matrimonio o pareja de hecho sigue existiendo. El delito se consuma con la certificación del registrador, que formalmente hace válido el segundo matrimonio.
El artículo 172 del Código Penal es insignificante en la práctica (solo dos condenas en 2021), pero constitucionalmente puede justificarse por la protección del estado civil en virtud del artículo 6 de la Ley Fundamental.
Se debe evitar la existencia de múltiples matrimonios formalmente válidos.
Sin embargo, en el marco del derecho internacional privado (derecho internacional de familia), la existencia de matrimonios múltiples no se considera una violación del orden público según el art. 6 EGBGB si el segundo matrimonio fue contraído por un extranjero en un país donde se permite la poligamia.
En el ámbito del derecho penal sustitutivo (artículo 7, apartado 2, frase 2 del Código Penal alemán), la bigamia en el extranjero solo se castiga en Alemania si el derecho penal local también tipifica como delito la bigamia.
La prohibición se vuelve problemática cuando uno de los cónyuges es declarado muerto por error y el otro contrae un nuevo matrimonio. Según el derecho civil, el matrimonio anterior se disuelve según el artículo 1319, párrafo 2, del Código Civil alemán (BGB), si al menos uno de los cónyuges del nuevo matrimonio es de buena fe. Sin embargo, según la opinión predominante, el artículo 172 del Código Penal alemán (StGB) debería ser aplicable en el derecho penal (aunque en el caso de una persona que actúa de buena fe, existe un error en los hechos).

## África
En África ocurre lo contrario que en Europa y Turquía: prácticamente todos los países permiten el matrimonio con dos o más mujeres, excepto Costa de Marfil y Túnez. Una situación similar es la que se da en Oriente Medio, donde sólo el estado hebreo de Israel reconoce, en teoría, únicamente el matrimonio monógamo. En Asia es donde existe una situación más variada. En Asia central y oriental la ley sólo reconoce el matrimonio monógamo (Mongolia, China, Corea del Norte, Corea del Sur, Japón, Taiwán, Filipinas y las repúblicas exsoviéticas), mientras que en Asia del Sur predominan los países en los que está autorizada la poligamia (Indonesia, Vietnam, Tailandia, Malasia, Brunéi, India, Pakistán, Afganistán e Irán) y sólo unos pocos admiten únicamente el matrimonio monógamo (Camboya, Laos, Birmania, Bangladés, Bután y Nepal).

## Perú
En el Perú, según el artículo 139 de Delitos contra la familia del Código Penal, el casado que contrae otro matrimonio será encarcelado hasta cuatro años.

## Brasil
En Brasil, las Ordenanzas Filipinas (1603) sancionaron la bigamia con la pena de muerte. El Código Penal Imperial condenaba el delito a cadena perpetua, además de multa y trabajos forzados. El Código Penal Republicano, siguiendo el precedente, dio el nombre de poligamia a la conducta típica, dando lugar a la errónea comprensión de que el segundo matrimonio no sería punible.
El Código Penal vigente (1940) retomó el término bigamia, que consiste en que alguien estando casado contrae un nuevo matrimonio. Los polígamos, si existen, también serán castigados.
La pena es de 2 a 6 años de prisión y el que se casa con alguien en estas circunstancias, a sabiendas de este hecho, es castigado con la pena de prisión o reclusión de uno a tres años. Si se anula el primer matrimonio, o el segundo (siempre que no sea por bigamia), el delito se considera inexistente.
No constituye bigamia casarse nuevamente después de la muerte del cónyuge, ni si una de las ceremonias es estrictamente religiosa.

## Situaciones
- Dentro del Islam un hombre puede casarse con hasta cuatro mujeres (poligamia). [cita requerida]
- Los mormones  de bajo nivel eran polígamos desde finales de la década de 1830 en adelante (sin ninguna limitación en el número de esposas que un hombre podía tomar y tenía que obtener permiso de las autoridades eclesiásticas), pero esta práctica cesó en 1890 en los EE. UU. y fue abolido completamente en 1904. [cita requerida] Algunos grupos de mormones, comúnmente conocidos como "fundamentalistas mormones", que no son miembros de la Iglesia de Jesucristo de los Santos de los Últimos Días todavía practican la poligamia. Si un mormón ortodoxo toma varias esposas, él y sus esposas serán excomulgados de la iglesia. El fundador de la Iglesia mormona, José Smith, tomó varias esposas, incluidas mujeres que ya se habían casado con otros hombres, es decir, una especie de poligamia que incluía tanto la poligamia como la poliandria.
- Hubo varias sociedades socialistas y religiosas experimentales del siglo XIX en los Estados Unidos donde se utilizaba la poligamia y otros sistemas de apareamiento como los que se detallan a continuación.

## Consideraciones sobre la racionalidad de ser considerada una ofensa o delito
La consideración de la bigamia como un delito o un pecado está profundamente enraizada en conceptos filosóficos de compromiso, igualdad, justicia, normas sociales y creencias religiosas. Estas razones reflejan la complejidad de las relaciones humanas y la importancia de mantener un equilibrio entre las normas individuales y colectivas en diferentes contextos culturales y religiosos.
- Conceptos de monogamia y compromiso

Muchas culturas y religiones valoran la monogamia como un ideal fundamental para las relaciones de pareja. La monogamia se basa en la idea de que una relación exclusiva entre dos personas fomenta una unión más profunda y comprometida. La monogamia es vista como una forma de asegurar un compromiso mutuo completo y exclusivo entre los cónyuges. La bigamia podría percibirse como una falta de dedicación y lealtad, debilitando la estabilidad emocional y el vínculo entre las parejas.
- Igualdad y justicia

En muchas culturas y sistemas legales, la bigamia puede ser vista como una práctica que desbalancea los derechos y responsabilidades dentro del matrimonio. La igualdad en el matrimonio es considerada esencial, y tener múltiples cónyuges puede generar desigualdades en términos de atención, recursos y estatus. La bigamia podría ser vista como una injusticia hacia los cónyuges, quienes podrían enfrentar desventajas en términos de derechos legales, financieros y emocionales.
- Normas sociales y estructura familiar:

En muchas sociedades, el modelo de familia nuclear monógama es visto como el ideal. La estructura familiar tradicional promueve la estabilidad y el bienestar de los hijos y la sociedad en general. Las normas que prohíben la bigamia pueden estar orientadas a preservar una estructura social estable, donde las relaciones familiares y las responsabilidades estén claramente definidas y reguladas.
- Aspectos religiosos

En muchas religiones, la monogamia está enraizada en sus doctrinas y enseñanzas. Por ejemplo, en el cristianismo, la Biblia en el Nuevo Testamento a menudo aboga por la monogamia como el ideal divino para el matrimonio. Las religiones que condenan la bigamia a menudo lo hacen desde una perspectiva de moralidad y virtud. La fidelidad y la exclusividad son vistas como valores importantes que reflejan un compromiso moral y espiritual.
- Consecuencias psicológicas y emocionales

La bigamia puede generar conflictos y celos entre cónyuges, lo que puede afectar negativamente la salud mental y emocional de todos los involucrados. La exclusividad en una relación a menudo se considera fundamental para la seguridad emocional y el bienestar. La estabilidad familiar y la unidad de los padres se consideran cruciales para el desarrollo saludable de los hijos. Las relaciones polígamas pueden complicar la dinámica familiar y afectar negativamente el desarrollo de los niños.
- Consideraciones legales y sociales

En muchas jurisdicciones, la ley prohíbe la bigamia como parte de un marco legal diseñado para proteger la estructura familiar y asegurar derechos iguales para todos los miembros de la familia. Las normas culturales y sociales influyen en la percepción de la bigamia. En sociedades donde la monogamia es la norma, la bigamia puede ser vista como una violación de los valores y expectativas sociales.